# Viliam Polakovič
Viliam Polakovič (* 19. Oktober 1943 in Račistorf) ist ein ehemaliger tschechoslowakischer Tischtennisspieler und heutiger Tischtennistrainer. Er gewann bei der Europameisterschaft 1958 Silber im Mannschaftswettbewerb, 1961 wurde er Jugend-Europameister in allen Disziplinen.

## Werdegang
Viliam Polakovič begann 1952 beim Verein STO Lokomotíva Rača mit dem Tischtennissport und wurde von Milan Mach trainiert. 1958 wurde er im Doppel zusammen mit František Tokár slowakischer Meister, zehn Jahre später holte er sich zusammen mit seinem Klubkameraden Ján Tencer erneut diesen Titel. 1961 gewann er zusammen mit Jaroslav Staněk den tschechoslowakischen Meistertitel im Doppel.
Bereits als Jugendlicher wurde er für die Europameisterschaften der Erwachsenen nominiert. Dabei wurde er 1958 in Budapest Zweiter mit der tschechoslowakischen Mannschaft. 1960 kam er im Doppel bis ins Viertelfinale. Ein Jahr später, 1961, nahm er an der Jugend-Europameister in Bad Blankenburg (Deutschland) teil. Hier wurde er Meister im Einzel, im Doppel mit Zdeněk Šváb, im Mixed mit Irena Bosá sowie im Mannschaftswettbewerb.
1961 und 1963 trat er bei den Weltmeisterschaften für Erwachsene auf, wo er 1963 das Viertelfinale im Doppel erreichte. Polakovič gehörte von 1958 bis 1965 zur tschechoslowakischen Nationalauswahl.
Polakovič absolvierte ein Studium an der Fakultät für Körpererziehung und Sport (FTVŠ) der Comenius-Universität Bratislava und erwarb die Trainerlizenz A. Nach dem Ende seiner aktiven Laufbahn arbeitete er von 1975 bis 1988 als Trainer beim SVŠ Bratislava und war zugleich Jugend- und Junioren-Nationaltrainer der ČSSR. Von 1990 bis 1992 war Polakovič Trainer beim ŠKST Bratislava, zwischen 1993 und 1995 wirkte er beim Slowakischen Tischtennisverband (SSTZ) als Jugendtrainer. Derzeit trainiert er den Klub MKST Hubeného Bratislava. Polakovič ist Mitglied des Swaythling Club International.

## Turnierergebnisse
| Verband | Veranstaltung                         | Jahr | Ort             | Land | Einzel     | Doppel        | Mixed     | Team |
| ------- | ------------------------------------- | ---- | --------------- | ---- | ---------- | ------------- | --------- | ---- |
| TCH     | Europameisterschaft                   | 1960 | Zagreb          | YUG  |            | Viertelfinale |           |      |
| TCH     | Europameisterschaft                   | 1958 | Budapest        | HUN  |            |               |           | 2    |
| TCH     | Jugend-Europameisterschaft (Junioren) | 1961 | Bad Blankenburg | FRG  | Gold       | Gold          | Gold      | 1    |
| TCH     | Weltmeisterschaft                     | 1963 | Prag            | TCH  | letzte 256 | Viertelfinale | letzte 16 |      |
| TCH     | Weltmeisterschaft                     | 1961 | Peking          | CHN  | letzte 128 | letzte 32     | Scratched | 10   |